# OK Human
《OK Human》은 미국의 록 밴드 위저의 14집 정규 음반으로, 2021년 1월 29일 크러시 뮤직과 애틀랜틱 레코드를 통하여 발매될 예정이다.

## 배경
위저의 프론트맨인 리버스 쿼모는 《OK Human》을 《Weezer (Black Album)》이 나오기 이전인 2019년 2월에 로스앤젤레스 타임스와 진행한 인터뷰에서 처음으로 언급하였다. 쿼모는 이 음반이 피아노 기반의 음반이고, 매우 기이하며, 일부는 애비 로드 스튜디오에서 녹음하였다는 것을 언급하였다. 2020년 5월에는 줌을 통해 《OK Human》이 75% 정도 완성되었으나, 2020년에는 발매하지 않을 것이라고 밝혔다. 원래 음반의 발매는 14번 째 정규 음반이 될 《Van Weezer》 이후에 발매할 것으로 계획이 되어 있었으나, 코로나19 범유행으로 일정에 지장이 생기면서 《OK Human》이 먼저 발매되는 것으로 변경되었다. 2020년 11월 17일, 위저는 라이브스트림의 Q&A 시간에 《OK Human》이 완성되었다고 밝혔다. 2021년 1월 18일, 위저는 1월 29일에 음반이 발매될 것이며, 리드 싱글 〈All My Favorite Songs〉가 21일에 발매될 것이라고 언급하였다.
음반의 제목은 1997년 라디오헤드의 음반 《OK Computer》에서 따왔다.

## 트랙 리스트
| #            | 제목                                | 작사·작곡                             | 재생 시간 |
| ------------ | ----------------------------------- | ------------------------------------- | --------- |
| 1.           | 〈All My Favorite Songs〉           | 리버스 쿼모 Ilsey Juber Ashley Gorley | 3:22      |
| 2.           | 〈Aloo Gobi〉                       |                                       | 3:04      |
| 3.           | 〈Grapes of Wrath〉                 |                                       | 2:51      |
| 4.           | 〈Numbers〉                         |                                       | 3:21      |
| 5.           | 〈Playing My Piano〉                |                                       | 2:36      |
| 6.           | 〈Mirror Image〉                    |                                       | 1:17      |
| 7.           | 〈Screens〉                         |                                       | 2:12      |
| 8.           | 〈Bird with a Broken Wing〉         |                                       | 3:51      |
| 9.           | 〈Dead Roses〉                      |                                       | 2:17      |
| 10.          | 〈Everything Happens For a Reason〉 |                                       | 0:24      |
| 11.          | 〈Here Comes the Rain〉             |                                       | 2:27      |
| 12.          | 〈La Brea Tar Pits〉                |                                       | 2:50      |
| 총 재생 시간 | 총 재생 시간                        | 총 재생 시간                          | 30:32     |